# Nénette (film, 2010)
Pour les articles homonymes, voir Nénette.
Pour plus de détails, voir Fiche technique et Distribution.
Nénette est un film documentaire français réalisé en 2009 par Nicolas Philibert, sorti en 2010.

## Synopsis
Nénette est une femelle orang-outan, née en 1969 dans les forêts de Bornéo.
En captivité à la ménagerie du Jardin des Plantes depuis 1972, elle en est aujourd'hui la vedette incontestée, à plus de 40 ans.
Les commentaires des visiteurs amusent, surprennent, irritent.

## Fiche technique
- Titre : Nénette
- Réalisation : Nicolas Philibert
- Photographie : Katell Djian, Nicolas Philibert
- Montage : Nicolas Philibert
- Son : Jean Umansky, Laurent Gabiot
- Mixage : Julien Cloquet
- Musique : Pascal Gallois, Philippe Hersant
- Production : Katya Laraison
- Société de production : Les Films d'ici
- Distribution : Les Films du Losange, Kino Lorber (en)
- Pays :  France
- Genre : Film documentaire
- Durée : 70 minutes - 54 minutes (Version TV)
- Sortie : 31 mars 2010

## Distribution
- Nénette
- Agnès Laurent
- Georges Peltier
- Eric Slabiak
- Muriel Combeau
- Charlotte Uzu
- Agathe Berman
- Judit Kele
- Maria Charles
- Catherine Hébert
- Pierre Meunier